# Bosanka
Bosanka je selo u Dubrovačko-neretvanskoj županiji u zaleđu Dubrovnika.

## Zemljopisni položaj
Bosanka se nalazi na sjeveroistočnoj padini brda Srđ iznad Jadranske turističke ceste, 4 km daleko od Dubrovnika, smještena je u sredini prostrane zaravni, a omeđena s tri fortifikacijske jedinice šireg obalnog obrambenog sustava.

## Naziv
Ime sela Bosanka svoje toponimsko podrijetlo vuče iz 14. stoljeća. Ime se tumači tada razvijenom karavanskom trgovinom, koju je Dubrovnik održavao s unutrašnjošću, poglavito Bosnom. Obzirom na položaj sela i idealne uvjete za odmor, na prostoru današnje Bosanke noćili su karavanski trgovci iz Bosne odakle ime sela vuče korijen. 

## Povijest
Selo Bosanka bilo je sastavu dubrovačke Astareje od 1323. godine, a bilo je važno povijesno dubrovačko tranzitno odredište na karavanskoj cesti koja je povezivala Bosnu i Hercegovinu s Dubrovnikom. Obzirom na svoj položaj, Bosanka je, osim odmorišta brojnim karavanima, bila strateški položaj za kontrolu pristupa Dubrovniku i Dubrovačkoj Republici. Stoga se u neposrednoj blizini sela nalaze fortifikacijski objekti poput tvrđave Imperijala na Srđu, utvrde Delgorgue na Žarkovici, koje su izgrađene tijekom 19. stoljeća te utvrđenja Tumba nad Gornjim Brgatom još iz vremena Dubrovačke Republike.
Tijekom Domovinskog rata Bosanka je također bila važan strateški obrambeni položaj, pa su se u selu vodile teške borbe u kojima je devet branitelja Dubrovnika izgubilo svoje živote. Bosanku su u potpunosti uništile i zapalile JNA i četničke postrojbe.

## Gospodarstvo
Bosanka je jedno od najnerazvijenijih naselja koji administrativno pripadaju gradu Dubrovniku, no skorim proširenjem ceste i aglomeracijom se očekuje razvoj naselja.

## Stanovništvo
Selo se sastoji od dvadesetak obiteljskih kuća u kojima prema popisu stanovništva iz 2011. godine živi 139 stanovnika uglavnom hrvatske nacionalnosti.
| broj stanovnika | 67    |       | 74    | 72    | 72    | 81    | 99    |       |       | 74    | 80    | 77    |       |       | 101   | 139   | 169   |
|                 | 1857. | 1869. | 1880. | 1890. | 1900. | 1910. | 1921. | 1931. | 1948. | 1953. | 1961. | 1971. | 1981. | 1991. | 2001. | 2011. | 2021. |

## Promet
Uskom zavojitom asfaltnom cestom, koja vodi od Jadranske turističke ceste do vrha brda Srđ, Bosanka je povezana s Dubrovnikom na jugu te istom tom cestom prema sjeveru s naseljem Gornjim Brgatom.

## Vanjske poveznice
- Turistička zajednica Dubrovnik  Arhivirana inačica izvorne stranice od 8. ožujka 2007. (Wayback Machine)